# Chylismia eastwoodiae
Chylismia eastwoodiae är en dunörtsväxtart som först beskrevs av Philip Alexander Munz, och fick sitt nu gällande namn av Warren Lambert Wagner och Hoch. Chylismia eastwoodiae ingår i släktet Chylismia och familjen dunörtsväxter. Inga underarter finns listade i Catalogue of Life.